# Johann Tobias Turley
Johann Tobias Turley,  auch Thurley (* 4. August 1773 in Treuenbrietzen; † 9. April 1829 in Treuenbrietzen) war ein brandenburgischer Orgelbauer.

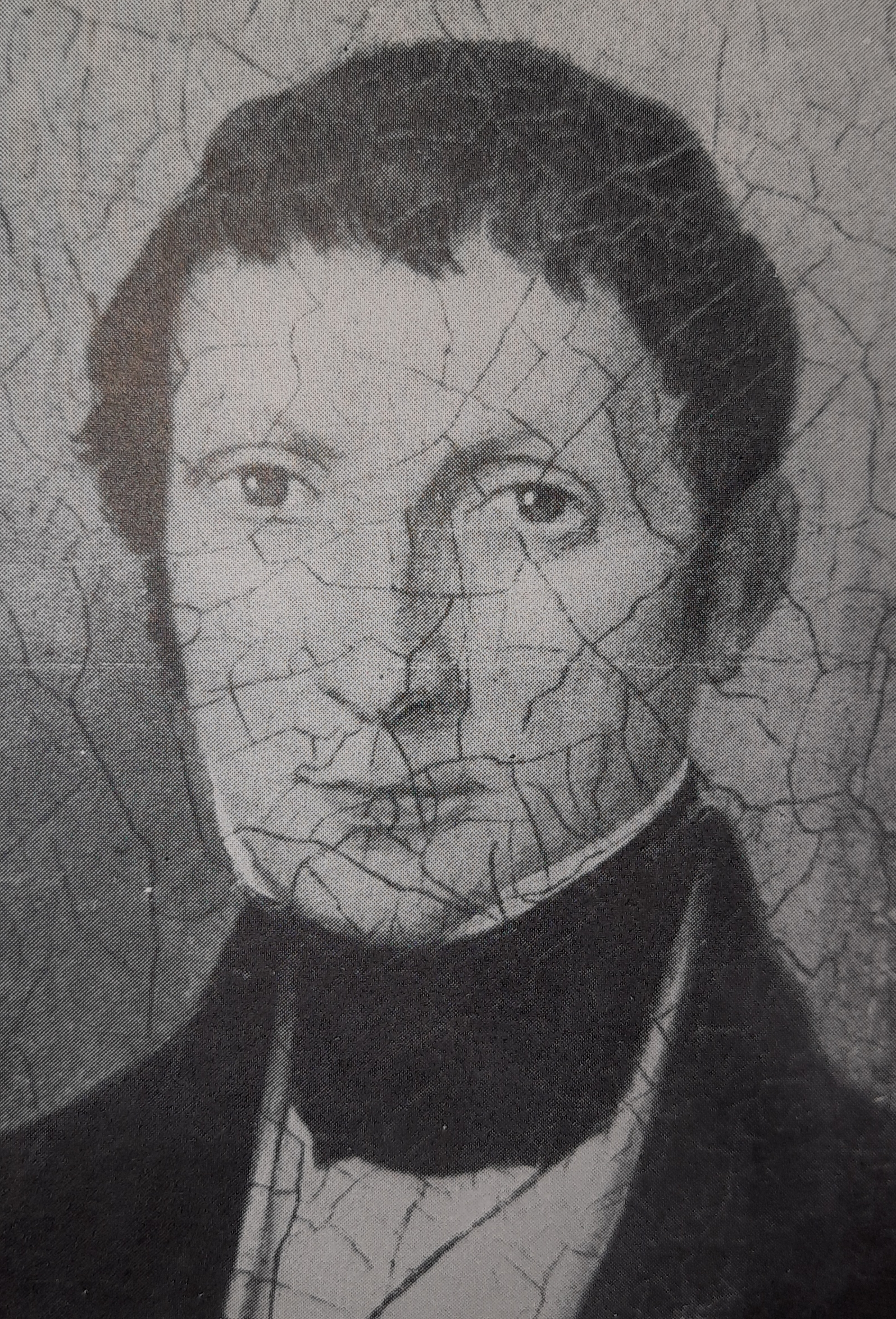
Vermutliches Portrait von Johann Tobias Turley.

## Leben
Johann Tobias Turley wurde als Sohn des Weißbäckers Johann Friedrich Turley (1728–1783) geboren. Nach dem frühen Tod des Vaters erlernte er auf Wunsch der Mutter dasselbe Handwerk. 1793 wurde er in Treuenbrietzen Bürger und Bäckermeister. Im Orgelbau war Turley Autodidakt und schuf im Jahr 1796 eine erste Orgel in der Dorfkirche in Brachwitz.
1814 gab er das Bäckerhandwerk auf und wandte sich ganz dem Orgelbau zu. Ab 1816 erhielt er die ersten Aufträge von der Potsdamer Regierung, so für Hohenbruch. Der Orgelsachverständige und Organist in Neuruppin Friedrich Wilke erteilte ihm den Rat, den Metallplatten für die Orgelpfeifen durch eine zu entwickelnde Walz- und Streckmaschine gleiche Flächen zu geben. Für die Pfeifenproduktion erfand Turley eine entsprechende  Walzmaschine und ließ sie von der Königlich-Preußischen Eisengießerei in Berlin herstellen. Er setzte die Erfindung zum ersten Mal bei seinen Orgelbauten in der Kreuzkirche in Joachimsthal und in Blankenburg (1817) ein.
Johann Tobias Turley war zweimal verheiratet. Am 31. Oktober 1793 heiratete er Maria Louise Bergmann aus Treuenbrietzen, die 1808 starb. Seine zweite Frau war Marie Elisabeth Plötz, eine geschiedene Schneiderstochter aus Wittbrietzen, die er am 4. Mai 1809 heiratete. Der Sohn Johann Friedrich Turley II. erlernte von seinem Vater den Orgelbau und ging ihm in dessen letzten Lebensjahren zur Hand.

## Werk (Auswahl)
Johann Tobias Turley soll 20 Orgeln gebaut und 30 Reparaturen durchgeführt haben. Einige Neubauten sind erhalten. Nicht mehr vorhandene Instrumente sind kursiv gesetzt.
| Jahr | Ort                       | Gebäude                       | Bild | Manuale | Register | Bemerkungen |
| ---- | ------------------------- | ----------------------------- | ---- | ------- | -------- | --- |
| 1796 | Brachwitz                 | Dorfkirche                    |      |         |          | erster Orgelneubau |
| 1813 | Päwesin                   | Dorfkirche                    |      | I/P     | 8        | basierend auf Prinzipal 4', 1854 erweitert von Gesell auf I/P, 9, 1983 restauriert von Fahlberg → Orgel |
| 1814 | Beelitz                   | St. Marien und St. Nikolai    |      | I/P     | 12       | erbaut mit Teilen der Vorgängerorgel, 1847 erweitert von Baer auf II/P, 18, 1886 ersetzt durch Adam Eifert |
| 1815 | Berge bei Nauen           | Dorfkirche St. Peter und Paul |      | I/P     | ?        | Neubau um 1815. In der Chronik vermerkt als „mehr schlecht als recht“, 1914 durch Holzwurmbefall unspielbar geworden, Abgabe der Zinnprospektpfeifen im Irsten Weltkrieg, ersetzt durch aufgemalte Pfeifen auf Sperrholz, 1938 durch Neubau von Schuke aus Potsdam ersetzt, nur der Prospekt ist erhalten, allerdings 2001 farblich neu gestaltet |
| 1817 | Hohenbruch bei Kremmen    | Dorfkirche                    |      | I/P     | 10       | Auftrag der Potsdamer Regierung, erhalten |
| 1824 | Kaltenborn                | Dorfkirche Kaltenborn         |      | I       | 6        | ohne Pedal, kleinste erhaltene Orgel, Zeitungsblatt Mai 1824 in Windlade, mehrmals umgebaut, 2006 und 2011 Restaurierung durch Karl Schuke Berliner Orgelbauwerkstatt, ein Register Flöte 4′ nicht vorhanden |
| 1824 | Altlüdersdorf bei Gransee | Dorfkirche Altlüdersdorf      |      | I       | 8        | ohne Pedal, mit Sohn Johann Friedrich, laut einer Inschrift in der Orgel, erhalten --> |
| 1827 | Lichterfelde, Uckermark   | Dorfkirche                    |      | I       | 4        | Kauf einer Orgel für 429 Taler am 30. August 1827, 1857 ersetzt durch Lang & Dinse |
| 1828 | Nackel                    | Dorfkirche                    |      | I/P     | 12 (9)   | Zuschreibung, erhalten |
| 1828 | Joachimsthal              | Kreuzkirche                   |      | I/P     | 14       | 1825 Dispositionsentwurf, 1909 umfassender Umbau/Neubau im alten Gehäuse mit einigen alten Pfeifen durch Albert Kienscherf |
| 1829 | Wildberg Prignitz         | Kirche                        |      | I/P     | 19 (16)  | fertiggestellt von Sohn Johann Friedrich Turley |